# Frickson Erazo
Frickson Erazo, né le 5 mai 1988 à Esmeraldas, est un footballeur équatorien. Il évolue au poste de défenseur.

## Biographie

### En club
Frickson Erazo évolue avec El Nacional à Quito de 2007 à 2011. Il joue ensuite pour le Barcelona SC, à Guayaquil, de 2012 à 2013. Le 8 janvier 2014, il rejoint le club brésilien de Flamengo, à Rio de Janeiro pour trois saisons. Il est ensuite prêté au club de Grêmio en 2015.
En janvier 2016, il signe pour trois ans avec le club de l'Atlético Mineiro.

### En sélection nationale
Erazo joue son premier match avec l'équipe nationale en 2011, et marque son premier but le 8 juin 2011 contre la Grèce. Il fait partie de l'équipe équatorienne à la Copa América 2011 puis à la Coupe du monde de 2014.

## Palmarès
- Barcelona Sporting Club
  - Champion d'Équateur (1): 2012
- Atlético Mineiro
  - Championnat du Minas Gerais (1): 2017